# Гидравлический молот

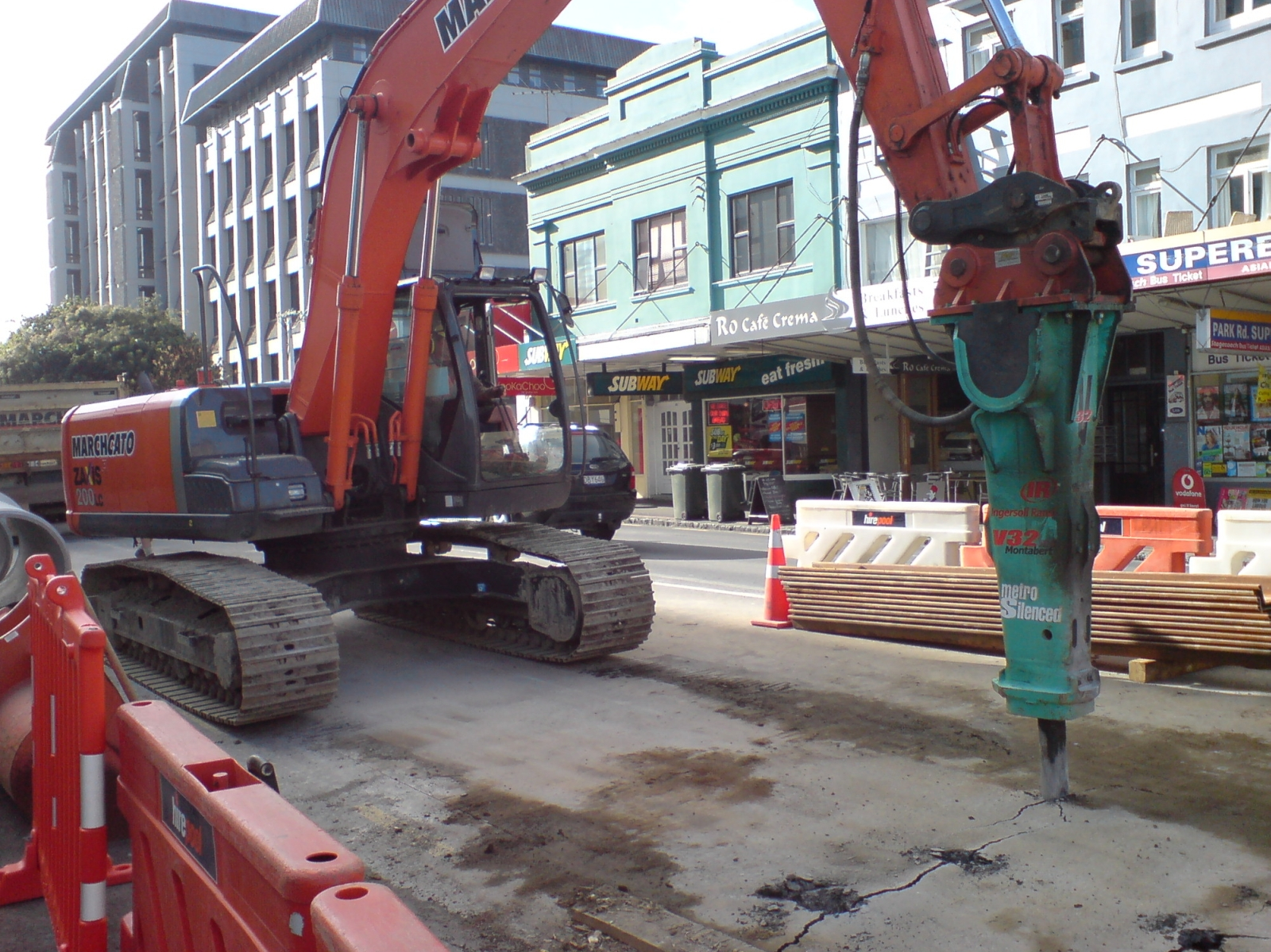
Гидравлический молот может являться навесным оборудованием для той же базовой машины, которая служит в качестве таковой для экскаватора

Молот сваебойный гидравлический штанговый СП7Г на копре СП49Д

Гидравли́ческий мо́лот — навесное гидравлическое оборудование для гидравлических экскаваторов, гидрофицированных машин (стационарных глыборазбивочных установок, погрузчиков, манипуляторов, сваебойных копров), используемое для обработки прочных материалов (бетона, асфальта, камня, мерзлого грунта, металла) или погружения свайных элементов действием ударов падающих частей, разгоняемых жидкостью, находящейся под высоким давлением. Применяется в качестве вспомогательного навесного оборудования при демонтажных работах, при работах с мерзлыми грунтами.

## Характеристики гидравлических молотов
Гидравлических молотов — разрушителей:
- энергетический диапазон 0,5…20 кДж;
- частота ударов 10…40 Гц.

Гидравлических молотов — сваебоев:
- энергетический диапазон 20…100 кДж;
- частота ударов 0,7…3 Гц.

## Применение гидравлических молотов
- разрушение скальных грунтов, бетонных и железобетонных конструкций, мерзлого грунта;
- уплотнение рыхлого грунта;
- вскрытие асфальтобетонных покрытий;
- вскрытие различных подземных коммуникаций;
- объёмная и листовая ковка;
- погружение свайных элементов;
- ударное погружение свай.

## Рабочие инструменты гидравлических молотов
- клин;
- зубило;
- пика;
- трамбовка;
- наголовник под сваи, шпунты, трубы.

## Классификация гидравлических молотов

### По типу
- гидромолоты открытого типа;
- гидромолоты закрытого типа (малошумные, снижающие разрушающее воздействие на базовый экскаватор).

### По типоразмерной группе
- легкие гидромолоты (предназначены для экскаваторов массой 0,35…12 т);
- средние гидромолоты (применяются в работе с несущими машинами массой 8…120 т);
- тяжелые гидромолоты (используются для техники, масса которой более 120 т).

### По назначению
- гидромолоты разрушители (предназначены для разрушения и вскрытия скальных грунтов, бетонных и железобетонных конструкций, мерзлого грунта);
- гидромолоты ковочные (применяются для выполнения штамповочных и ковочных работ);
- гидромолоты сваебойные (применяются для погружения различных свайных элементов (свай, шпунта, труб и т. п.).

### По конструктиву
Гидромолоты бывают двух типов — поршневой и мембранный. Различия между ними заключаются в конструкции и технических возможностях.
В поршневых моделях ударный поршень запирает газ. При нажатии на гидромолот и вспомогательном давлении гидравлической жидкости газ сжимается.
В мембранных гидромолотах сжатие газа осуществляется потоком гидравлической жидкости, давящей на резиновую мембрану. Газовая пружина в момент разжатия воздействует обратно на гидравлическую жидкость, усиливая ее поток и доводя давление до максимального уровня. То есть на ударный поршень действует только жидкость.